# Neerpede
Neerpede is een wijk van de Belgische gemeente Anderlecht in het Brussels Hoofdstedelijk Gewest. De wijk ligt in het westen van de gemeente.
Neerpede ligt aan de westrand van de Brusselse agglomeratie, net buiten de grote Brusselse Ring, op de grens met het Pajottenland. Kerkelijk en bestuurlijk was het gehucht altijd afhankelijk van Anderlecht. Het ligt aan de Neerpedebeek, stroomafwaarts ten opzichte van Sint-Anna-Pede en Sint-Gertrudis-Pede in Vlaams-Brabant. Neerpede is een van de weinige delen van Brussel die hoofdzakelijk landelijk en Nederlandstalig gebleven zijn.

## Geschiedenis
De Ferrariskaart uit de jaren 1770 toont hier een uitgestrekt landelijk gehucht Neerpede. Het kleine dorpje Neerpede lag toen aan de Scherdemaalstraat.
In de tweede helft van de 20ste eeuw breidde ten oosten de stedelijke bebouwing van Brussel en Anderlecht zich uit, maar Neerpede bleef landelijk. In de jaren 70 sneed de autosnelweg R0 Neerpede af van het verstedelijkt gebied.

## Bezienswaardigheden
- Het Pedepark
- De Sint-Gerardus Majellakerk
- Onder de Brusselse Ring ligt de zogenaamde Hall of Fame van Neerpede, een gedoogzone voor graffiti op de tientallen brugpijlers.

## Verkeer en vervoer
Ten oosten van Neerpede loopt de Brusselse Ring R0. De aftakking B201 loopt naar Neerpede.

## Diensten
In Neerpede ligt de Campus Erasmus van de Université libre de Bruxelles met het Erasmusziekenhuis. Daarnaast huisvest de wijk het oefencomplex, de jeugdafdeling en grote delen van de bestuurlijke afdelingen van voetbalclub RSC Anderlecht.

## Nabijgelegen kernen
Anderlecht, Vlezenbeek, Itterbeek, Dilbeek
Aa · Biestebroek · Birmingham · Broek · Buffon · Dageraad (Aurore) · Goede Lucht (Bon Air) · Klein Eiland · Kuregem · Meir · Mijlemeers · Moortebeek · Neerpede · Peterbos · Poxcat · Het Rad · Scherdemaal · Scheut · Scheutveld · Veeweide · Vijverswijk · Vlazendaal · Vogelenzang · Waasbroek